# Pencho Slaveikov
Pencho Petkov Slaveikov (en búlgaro: Пенчо Петков Славейков; Triavna, 27 de abril de 1866–Brunate, 10 de junio de 1912) fue un poeta búlgaro y uno de los participantes del grupo de escritores Misal («Pensamientos»). Se trataba del hijo más pequeño del escritor Petko Slaveikov.

## Biografía

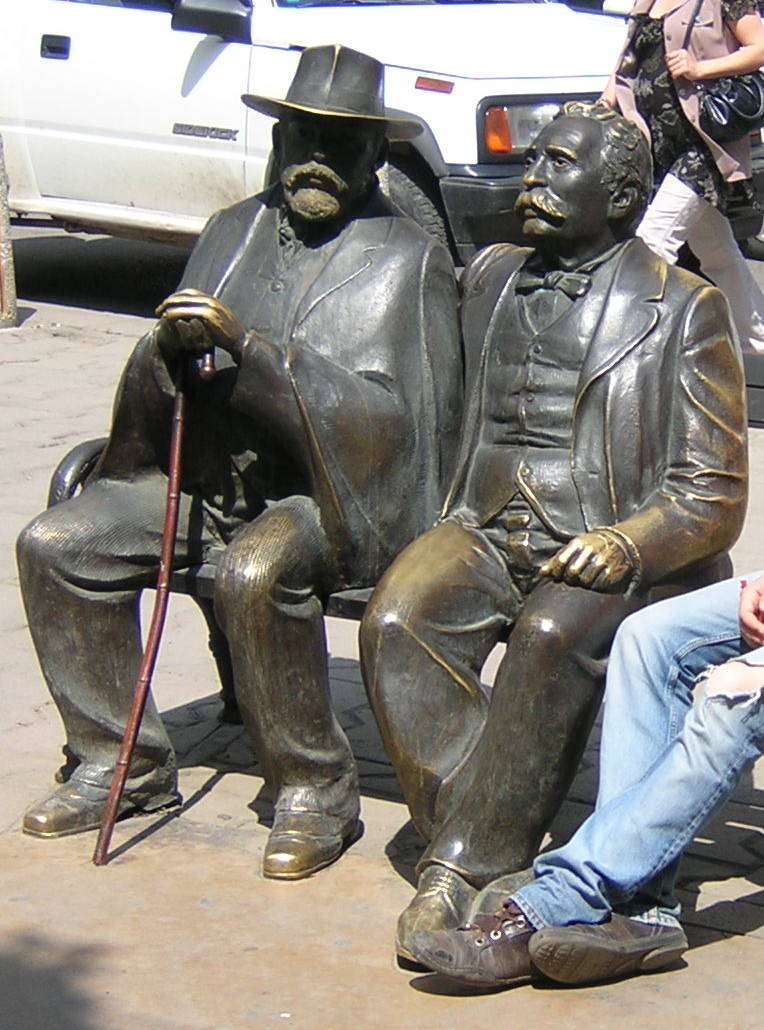
Pencho Slaveikov (izquierda) y su padre Petko en una escultura en la Plaza Slaveikov en Sofía.

Nació en Triavna durante el despertar nacional búlgaro bajo la tutela otomana, Pencho fue educado allí como también en Stara Zagora and Plovdiv. Luego de un accidente en enero de 1884, al quedarse dormido en una banca mientras nevaba enfermó y contrajo neumonía, y a pesar de un largo tratamiento en Plovdiv, Sofía, Leipzig, Berlín y París, la enfermedad le dejó graves secuelas: solo podía caminar con un bastón y leía y escribía con dificultad. Melancólico, comenzó a escribir como forma de escape de los episodios que sufría.
Los trabajos de Slaveikov incluyen poemas y lírica íntima. Colaboró con diversas revistas, las cuales publicaban sus trabajos, y pasó parte de su vida en Leipzig estudiando filosofía, donde se interesó en la literatura alemana, filosofía y arte.
Luego de regresar a Bulgaria en 1898, Slaveikov se unió al círculo Misal junto con otros escritores conocidos, como Krastyo Krastev, Petko Todorov y Peyo Yavorov. Se convirtió en director asistente (1901–1909) y luego director de la Biblioteca Nacional de Bulgaria (1909–1911), como también director del Teatro Nacional Búlgaro (1908–1909).
En 1903 comenzó una relación con Mara Belcheva, que duró hasta su muerte en 1912. Si bien nunca estuvieron casados, se refería a ella como su «esposa» en sus escritos.
Fue enviado a misiones en Moscú (1909), Estambul, Atenas, Nápoles, Sorrento y Roma (1911), con el objetivo de estudiar el desarrollo de bibliotecas. 
Fue despedido como director de la Biblioteca Nacional por desacuerdos políticos con el ministro de Cultura Stefan Bobchev el 10 de julio de 1911 y dejó Bulgaria, viviendo en Zúrich, Lucerna, Göschenen, Andermatt, Lugano y otros lugares en Suiza, hasta que se instaló en Italia para finales de 1911. Permaneció en Roma por tres meses, pero dejó la ciudad en mayo de 1912 para viajar a través de Florencia, por la Engadina y lugares montañosos buscando una cura para sus dolencias. Para finales de ese mes llegó al pequeño poblado de Brunate, cerca del lago di Como, donde murió el 10 de junio de 1912.
Slaveikov fue sepultado en el cementerio de Brunate y sus restos fueron traslados a Bulgaria en 1921. Dada su muerte, la candidatura al Nobel de Literatura realizada por el profesor sueco Al Jensen no fue tenida en cuenta por el comité de aquel premio.
Slaveikov y Belcheva se encuentran en los billetes de 50 levs, emitidos en 1999 y 2006.